# Cinnamomum austrosinense
Cinnamomum austrosinense H.T.Chang – gatunek rośliny z rodziny wawrzynowatych (Lauraceae Juss.). Występuje naturalnie w południowych Chinach – w prowincjach Fujian, Jiangxi, Guangdong, Zhejiang i południowo-wschodnim Kuejczou oraz w regionie autonomicznym Kuangsi. 

## Morfologia
PokrójZimozielone drzewo dorastające do 8 m wysokości. Kora ma brązowoszarawą barwę. Młode pędy są owłosione.
LiścieNaprzemianległe lub prawie naprzeciwległe. Mają eliptyczny kształt. Mierzą 14–16 cm długości oraz 6–8 cm szerokości. Są skórzaste, nagie. Nasada liścia jest rozwarta. Blaszka liściowa jest o ostrym wierzchołku. Ogonek liściowy jest owłosiony i dorasta do 1 mm długości.
KwiatySą niepozorne, obupłciowe, zebrane w wiechy o owłosionych osiach, rozwijają się w kątach pędów. Kwiatostany dorastają do 9–13 cm długości, podczas gdy pojedyncze kwiaty mają długość 4,5 mm. Są owłosione i mają zielonożółtawą barwę.
OwoceMają elipsoidalny kształt, osiągają 10 mm długości i 9 mm szerokości.

## Biologia i ekologia
Rośnie w wiecznie zielonych lasach oraz zaroślach. Występuje na wysokości od 600 do 700 m n.p.m. Kwitnie od czerwca do sierpnia, natomiast owoce dojrzewają od sierpnia do października.